# 奥谊卡
奥谊卡（英語：Oyika）是一家总部位于新加坡的跨国公司。该司专注于为东南亚的电动摩托车提供“电池即服务”（BaaS）解决方案,通过在各地设置电池更换站，让电动交通工具的使用变得更加便捷和普及。公司致力于推动可持续的城市出行，提供既经济又高效的电动交通选择，从而减少空气污染，改善环境质量。 
奥谊卡成立于 2018 年，已成为东南亚地区倡导电动摩托车的市场领导者。 2023年，该公司获得了泰国盘谷大众有限公司旗下Banpu NEXT的875万美元B轮融资，用于扩展其电池更换基础设施。奥谊卡也与联合国开发计划署合作在柬埔寨引入电动摩托车电池更换服务，作为其改善乡村出行计划的一部分。

## 历史
奥谊卡私人有限公司于2018年在新加坡成立，旨在推动东南亚地区电动出行方式的普及。
奥谊卡于 2020 年 5 月在柬埔寨推出的Go2计划。该计划是一项即用即付、无合同、无押金的电动摩托车共享服务，自推出以来获得了积极的市场反响。同年 10 月，该司宣布将其Go2电池共享服务扩展到柬埔寨农村社区，旨在降低电动摩托车的成本并减少对传统内燃机摩托车的依赖。
2021 年 6 月，总部位于马来西亚的云升控股子公司云升绿色科技（Yinson Green Tech）宣布投资奥谊卡，目标是通过实现奥谊卡经济实惠的基于应用程序的解决方案和电池更换基础设施，加速东南亚电动车辆的普及。 
2023 年 5 月，泰国盘谷大众有限公司旗下的亚太地区智能能源解决方案提供商 Banpu NEXT 宣布对奥谊卡注入1080万美元的战略投资，支持其扩大在泰国和其他东南亚地区的业务。  
2024年5月，奥谊卡在其市场推出了可更换和直接快速充电的60伏和72伏电池，并在泰国正式开展业务。除此以外，其也同时在泰国曼谷和普吉岛设立了 70 个可直接快速充电的换电站，并计划在全国范围内扩展网络至 300 个此类换电站。 

## 产品和服务

### 奥谊卡换电网络
奥谊卡为电动摩托车提供电池即服务 (BaaS) 系统。其平台允许乘客在指定站点更换耗尽的电池，换成充满电的电池，通常只需一分钟。这种方法解决了电动车辆普便的常见技术瓶顶，例如充电时间长、前期成本高。 该公司提供多种订购模式，包括每日、每周和每月计划，并捆绑电池更换和电动摩托车使用。用户可以通过手机应用程序获得该公司的服务，该应用程序也可以让用户实时了解附近的车站位置以及是否有电池可供替换。 
奥谊卡的电池设计不偏向特定电动摩托车，因此可以轻松与东南亚大多数市面上的电动摩托车兼容。这为电动摩托车制造商提供了灵活性和便利性，可以在不做大幅度改动的情况下将现有的电动摩托车型号与奥谊卡的电池进行整合。这为有意加入奥谊卡在柬埔寨、印度尼西亚、马来西亚和泰国等国电池换电网络的电动摩托车公司提供了符合成本和技术效益的解决方案。 目前，奥谊卡电池已可兼容台铃、欧克啦、雅迪、小牛、等知名电动摩托车品牌，以及Gesits 、Selis、Rakata、Alessa 等多个印尼本土品牌的电动摩托车款。     此外，这些电池也内置物联网（IoT）功能，可实现车辆速度与位置的4G物联网远程信息处理追踪、电池状态监测（包括电压、电流、充放电速率、温度、振动、湿度），以及启用基于全球定位系统（GPS）的安全措施。。 
2023 年 12 月，奥谊卡与 RydeEV 合作在马来西亚推出了电池换电网络，并开始以租赁购买的方式在该国推出电动摩托车。最初的换电网络网络由遍布巴生谷的 15 个换电站组成，并于2023 年底扩展至 100个换电站。  同一时期，奥谊卡在印尼设立了包含200多个换电站的电动摩托车换电网络，其中雅加达大都市区内的换电网络覆盖率最密集。 

## 基础设施

### 印度尼西亚
奥谊卡是印度尼西亚电动汽车加速计划的一部分，也是首批支持在该国建立公共电动摩托车换电网络的公司之一。  2024 年，该公司与印度尼西亚国家电力公司（印尼语：Perusahaan Listrik Negara，简称PLN)及 28 家商业实体合作伙伴（包括 Electrum、Swap、Volta 等其他当地主要营运商），共同开发用于电动摩托车电池更换的公共电动摩托车换电站（印尼语：Stasiun Penukaran Baterai Kendaraan Listrik Umum，简称SPBKLU）、用于电动摩托车直接充电的公共电动汽车充电站 (印尼语：Stasiun Pengisian Kendaraan Listrik Umum，简称SPKLU)，以及家庭充电项目。 这些项目旨在提升电动车基础设施的运载能力，进而为提高印度尼西亚的电动车普及率创造条件，目标为在 2024 年底前设立 3000 台 SPKLU充电站点和 250个SPBKLU换电站点。 
截至 2023 年 2 月，奥谊卡已在雅加达周边的多个城市联合设立了至少 112 个SPBKLU换电站点，覆盖茂物、德博、丹格朗、勿加泗等地。 这些站点与奥谊卡应用程序集成，让其用户除了奥谊卡换电网络外也能够直接使用SPBKLU公共换电网络。 

## 合作伙伴关系
2024年7月，奥谊卡与印度 Thunder Plus 签署协议，计划将其一系列适用于两轮车和三轮车的快速充电器，整合至奥谊卡在东南亚地区广泛布局的电池更换站中。 